# Annika Sörenstam
Annika Sörenstam (født 9. oktober 1970) er en svensk professionel golfspiller, der regnes for en af historiens allerbedste kvindelige golfspillere. Hun har vundet 72 officielle LPGA-turneringer, heraf 10 majors, og hendes samlede indtjening er på 22 mill. USD, hvilket er 8 mill. mere end den næstmest vindende. 13. maj 2008 bekendtgjorde hun, at hun med udgangen af 2008 indstiller sin karriere.